# Eleutherococcus lasiogyne
Eleutherococcus lasiogyne är en araliaväxtart som först beskrevs av Hermann Harms, och fick sitt nu gällande namn av Shiu Ying Hu. Eleutherococcus lasiogyne ingår i släktet Eleutherococcus och familjen Araliaceae.

## Underarter
Arten delas in i följande underarter:
- E. l. ferrugineus
- E. l. lasiogyne